# Jerrier Haddad

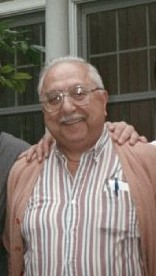
Jerrier Haddad, 2016

Jerrier A. Haddad (* 17. Juli 1922 in Briarcliff Manor, New York; † 31. März 2017 in Tupper Lake, New York) war ein US-amerikanischer Computeringenieur. 

## Leben
Jerrier Haddad war ab 1945 bei IBM und gehörte zum Entwicklungsteam der IBM 604. Er war mit Nathaniel Rochester der Hauptentwickler des IBM 701-Systems, dem ersten allgemein verwendbaren Computer für die Massenproduktion bei IBM (und erster voll elektronischer Computer bei IBM). Haddad war sowohl für den Systementwurf als auch dem Entwurf auf Schaltkreisebene verantwortlich und das Management von rund 200 beteiligten Ingenieuren.
1977 bis zu seinem Ruhestand bei IBM 1981 war er Vizepräsident für Personalplanung im technischen Bereich.
1984 erhielt er wie auch Rochester den Computer Pioneer Award.